# Campo Samotlor

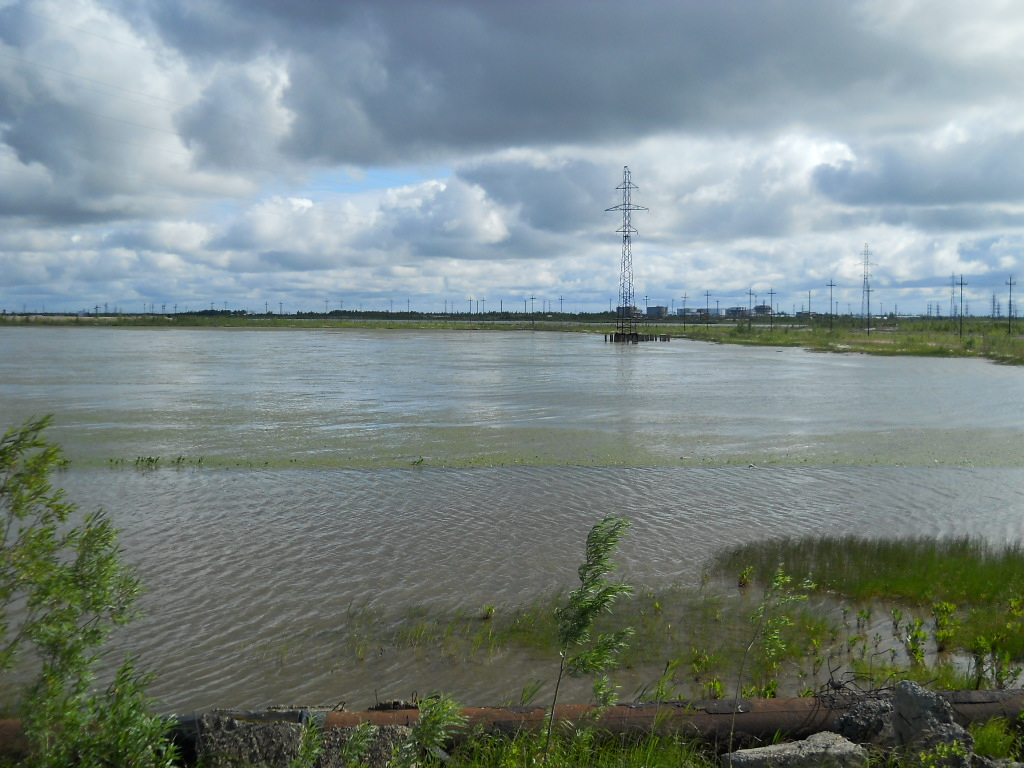
Parte del lago Samotlor donde se localiza el campo petrolífero.

El Campo Samotlor es el mayor campo petrolero de Rusia, localizado en el Lago Samotlor (61°7′N 76°45′E / 61.117, 76.750) en el Distrito Federal de los Urales, Siberia. El descubrimiento de este campo en 1965 ha cambiado a Nizhnevártovsk de ser un pueblo pequeño a una atareada ciudad petrolera. Samotlor solía ser la base de producción de petróleo de la Unión Soviética. Se ha intentado mantener la producción inyectando agua dentro del campo extrayendo agua mezclada con el petróleo restante. La producción ha ido en declive desde entonces.
En 1997 el Campo Samotlor, el cual tenía entonces treinta años de antigüedad, había producido más de 16 millardos (2.5 km³) de barriles de petróleo. La producción ha caído hasta 300.000 barriles (47,700 m³) diarios. Se considera que este campo petrolero está casi agotado. Sin embargo, tecnologías occidentales avanzadas permitirán la extracción de más petróleo. Basados en exámenes sísmicos de alta calidad en 3D, compañías de servicio norteamericanas de campos petroleros planean perforar 4,500 pozos horizontales, aparte de los 17.000 pozos en existencia, lo que permitirá el aumento de la producción de 450.000 barriles (72,000 m³) hasta 500,000 barriles diarios.
La recuperación final de Samotlor, estimada por el United States Geological Survey en 2000, es de cerca de 20 millardos de barriles (3.2 km³). Además, muchos campos petroleros de gran tamaño encontrados en áreas adyacentes, convierten a la Cuenca de Siberia Occidental en una de las áreas de mayor producción petrolera del mundo.
La ubicación del Campo Samotlor es aún censurada en muchos mapas producidos en Rusia, un remanente de prácticas de discreción en la Unión Soviética, a pesar del hecho de que puede ser localizada fácilmente usando tecnología satelital de mapeo civil. En la actualidad el campo es operado por TNK-BP.